# Paul Ichim
Paul Ichim (n. 18 octombrie 1955

) este un senator român, ales în 2012. 